# Зия (имя)
Зия (араб. ضياء‎ — «стремительный, блеск, сияние, свет») — является турецким именем арабского происхождения,  распространённым среди мусульман и прочих народов.